# Think (Aretha Franklin)
"Think" is een nummer van de Amerikaanse zangeres Aretha Franklin. Het nummer werd uitgebracht op haar album Aretha Now uit 1968. Op 2 mei van dat jaar werd het nummer uitgebracht als de tweede single van het album.

## Achtergrond
"Think" is geschreven door Franklin en haar eerste man Teddy White. Het werd haar zevende top 10-hit in de Amerikaanse Billboard Hot 100 met een zevende plaats als hoogste notering. In de Amerikaanse R&B-lijsten bereikte het de eerste plaats en werd het hier haar zesde nummer 1-hit. Ook in andere landen werd het een hit; in Nederland bereikte het respectievelijk de 9e en de 12e plaats in de Parool Top 20 op Hilversum 3 en de Top 40 op Radio Veronica, maar in het Verenigd Koninkrijk kwam het niet verder dan de 26e plaats in de UK Singles Chart.
In 1980 werd een nieuwe versie van "Think" uitgebracht voor de soundtrack van de film The Blues Brothers. Franklin moest tijdens de opnames van de film playbacken, wat zij niet gewend was. Deze scène moest dan ook meerdere keren worden opgenomen en moest flink worden bewerkt om te passen in de film. Op deze versie waren, naast Franklin en de band The Blues Brothers, ook Franklins zus Carolyn en nicht Brenda te horen als achtergrondzangeressen. In 1989 nam Franklin nog een nieuwe versie van het nummer op voor haar album Through the Storm.

## Hitnoteringen

### Nederlandse Top 40
| Hitnotering: 08-06-1968 t/m 03-08-1968 | Hitnotering: 08-06-1968 t/m 03-08-1968 | Hitnotering: 08-06-1968 t/m 03-08-1968 | Hitnotering: 08-06-1968 t/m 03-08-1968 | Hitnotering: 08-06-1968 t/m 03-08-1968 | Hitnotering: 08-06-1968 t/m 03-08-1968 | Hitnotering: 08-06-1968 t/m 03-08-1968 | Hitnotering: 08-06-1968 t/m 03-08-1968 | Hitnotering: 08-06-1968 t/m 03-08-1968 | Hitnotering: 08-06-1968 t/m 03-08-1968 | Hitnotering: 08-06-1968 t/m 03-08-1968 |
| Week                                   | 1                                      | 2                                      | 3                                      | 4                                      | 5                                      | 6                                      | 7                                      | 8                                      | 9                                      |                                        |
| -------------------------------------- | -------------------------------------- | -------------------------------------- | -------------------------------------- | -------------------------------------- | -------------------------------------- | -------------------------------------- | -------------------------------------- | -------------------------------------- | -------------------------------------- | -------------------------------------- |
| Positie                                | 40                                     | 25                                     | 18                                     | 13                                     | 12                                     | 14                                     | 16                                     | 23                                     | 33                                     | uit                                    |

### Parool Top 20
| Hitnotering: 22-06-1968 t/m 20-07-1968 | Hitnotering: 22-06-1968 t/m 20-07-1968 | Hitnotering: 22-06-1968 t/m 20-07-1968 | Hitnotering: 22-06-1968 t/m 20-07-1968 | Hitnotering: 22-06-1968 t/m 20-07-1968 | Hitnotering: 22-06-1968 t/m 20-07-1968 | Hitnotering: 22-06-1968 t/m 20-07-1968 |
| Week                                   | 1                                      | 2                                      | 3                                      | 4                                      | 5                                      |                                        |
| -------------------------------------- | -------------------------------------- | -------------------------------------- | -------------------------------------- | -------------------------------------- | -------------------------------------- | -------------------------------------- |
| Positie                                | 16                                     | 11                                     | 9                                      | 14                                     | 15                                     | uit                                    |

### NPO Radio 2 Top 2000
| Nummer met noteringen in de NPO Radio 2 Top 2000 | '99 | '00 | '01 | '02 | '03 | '04 | '05 | '06 | '07 | '08 | '09 | '10 | '11 | '12 | '13 | '14 | '15 | '16 | '17 | '18 | '19 | '20 | '21 | '22  | '23 | '24 |
| ------------------------------------------------ | --- | --- | --- | --- | --- | --- | --- | --- | --- | --- | --- | --- | --- | --- | --- | --- | --- | --- | --- | --- | --- | --- | --- | ---- | --- | --- |
| Think                                            | 212 | 273 | 308 | 305 | 301 | 241 | 339 | 384 | 259 | 288 | 583 | 314 | 374 | 459 | 631 | 681 | 841 | 910 | 952 | 459 | 619 | 607 | 820 | 1010 | 907 | 933 |

1. ↑  Een vetgedrukt getal geeft de hoogste notering aan.